# 岐阜県道414号武並停車場線
岐阜県道414号武並停車場線（ぎふけんどう414ごう たけなみていしゃじょうせん）は、岐阜県恵那市内を通る一般県道である。

## 概要

### 路線データ
- 起点：武並停車場
- 終点：岐阜県恵那市武並町竹折（国道19号交点）

## 沿革
- 1977年（昭和52年）2月27日 ： 認定[1]

## 地理

### 通過する自治体
- 岐阜県
  - 恵那市

### 接続する道路
- 国道19号（恵那市武並町竹折地内）

### 周辺
- JR中央本線武並駅